# 아천초등학교
아천초등학교는 대한민국 경상북도 김천시 어모면 중왕리에 있는 공립 초등학교다.

## 학교 연혁
- 1923년 11월 3일 아천공립보통학교(4년제) 개교설립인가 5월 1일
- 1929년 4월 1일 6년제로 승격
- 1938년 4월 1일 아천공립심상소학교로 개칭
- 1941년 4월 1일 아천공립국민학교로 개칭
- 1973년 3월 1일 특수학급 개설
- 1981년 3월 1일 병설유치원 개원
- 1996년 3월 1일 아천초등학교로 개칭
- 2007년 3월 1일 어모초등학교 통폐합
- 2013년 9월 1일 제33대 김한수 교장 부임
- 2015년 2월 12일 제89회 졸업식(총 6829명)
- 2016년 2월 17일 제90회 졸업식(총 6844명)
- 2016년 3월 1일 능치분교장 편입
- 2016년 3월 1일 본교 6학급, 유치원 1학급, 분교 3학급 편성
- 2017년 2월 10일 제91회 졸업식(총 6863명)
- 2017년 3월 1일 본교 6학급, 분교 2학급 편성
- 2017년 9월 1일 제34대 이용옥 교장 취임

## 참고 자료
- 아천초등학교 - 한국교육학술정보원 학교알리미